# Évode d'Antioche
Évode (ou Évodie) d'Antioche (en latin Evodius) († 69) est un saint de l'Église chrétienne et l'un des premiers chrétiens identifiables. Il fait partie des soixante-dix disciples de Jésus-Christ qui assistèrent les Douze dans leurs travaux apostoliques. Dans l'Église catholique, son jour est le 6 mai, et dans l'Église orthodoxe, le 7 septembre et, avec les 70, le 4 janvier.
De sa vie, l'on ne sait presque rien. Est-il celui qui est cité dans une épître de Paul (Phil. 4:2) ? Païen, il s'est converti au christianisme sous l'influence des prédications de saint Pierre.
À l'époque, Antioche était une ville riche et cosmopolite où vivaient des juifs hellénisés et des païens. La ville avait donc connu des influences monothéistes. C'est là qu'est né le terme « chrétien » pour désigner les païens  de langue grecque qui reçurent le baptême. 
Saint Pierre fut évêque de cette ville jusqu'à son départ pour Rome et Évode lui succéda. Il fut à son tour remplacé, autour de l'an 69, par Ignace d'Antioche. Évode est mort, semble-t-il, de mort naturelle et n'est donc pas un martyr. Il est vénéré comme saint dans les Églises d'Orient et d'Occident. 

### Article lié
- Liste des patriarches d'Antioche